# Cours Franklin-Roosevelt (Nantes)
Pour les articles homonymes, voir Cours Franklin-Roosevelt.
Le cours Franklin-Roosevelt est une des principales artères de la ville de Nantes (Loire-Atlantique)

## Situation et accès
Situé dans le centre-ville de Nantes, le cours s'étend de la rue de Strasbourg à la rue Jean-Jacques-Rousseau, et borde la partie située au nord de l'ancienne île Feydeau.
La totalité du cours est un plateau piétonnier végétalisé. À l'époque, il était intégralement ouvert à la circulation automobile et aux transports en commun, puis a été progressivement piétonnisé au fil des différents travaux de réaménagement du centre-ville.

## Origine du nom
Elle  rend honneur à l'ancien président des États-Unis Franklin Delano Roosevelt l'un des principaux artisans de la victoire des alliés contre les puissances de l'axe

## Historique
La voie est aménagée dans les années 1930 et 1940 sur l'ancien cours de l'un des bras de la Loire appelé « bras de la Bourse ».
Avant les travaux de comblement, le « bras de la Bourse » coulait au nord de l'île Feydeau et tenait son nom du palais de la Bourse donnant sur la place du Commerce, située à l'extrémité ouest de sa rive droite.
Deux ponts franchissaient alors le bras :
- le pont de la Poissonnerie en amont, dans le prolongement de la rue de la paix ;
- le pont de la Bourse en aval, au pied du palais de la Bourse.

Entre ses deux ouvrages d'art se trouvait l'ancienne confluence entre le fleuve et son affluent, l'Erdre.
D'après l'historienne Émilienne Leroux, Félix, 16e évêque de la ville et fondateur de son port au VIe siècle aurait fait approfondir le chenal du fleuve dont une partie porte son nom, ceci jusqu'à « La Fosse » (qui débutait place du Commerce et qui a donné son nom au Quai de la Fosse) permettant alors aux eaux du fleuve de refluer vers le nord et ainsi éviter un envasement fatal à l'activité portuaire.
En 1926, afin remédier aux problèmes d'ensablement de la Loire et à l'étroitesse des quais régulièrement emportés par les crues du fleuve, la municipalité nantaise décide le comblement d'une portion de l'Erdre et de deux bras de la Loire (dont celui de la Bourse), accompagné de la démolition des ponts.
Dès lors, les travaux en partie financés par les indemnités de guerre versées par l'Allemagne après la Première Guerre mondiale (et réalisée par l'entreprise allemande Karl Brandt de Düsseldorf) vont être réalisé en trois phases :
- 1926-1927 : entre la pointe ouest de l'île Feydeau et le débouché de l'Erdre.
- 1934 : en aval de la partie comblée.
- 1937-1938 : en amont de la partie comblée jusqu'au canal Saint-Félix.

Mis en sommeil lors de la Seconde Guerre mondiale, les travaux d'aménagement de ce nouvel espace reprendront après 1945 sous la conduite de Michel Roux-Spitz, nommé architecte en chef de la reconstruction du canton de Nantes.
Le résultat final donne un cours d'une longueur d'environ 750 m pour à peu près 80 m de large, possédant une artère centrale avec plusieurs voies de circulation, ainsi que des voies de dessertes latérales à l'emplacement des anciens quais dont elles reprennent la dénomination (allées de la Bourse, Brancas, Flesselles, de la Tremperie et du Port-Maillard sur l'ancienne rive droite, allée Duguay-Trouin sur l'ex-rive gauche). Le tout étant planté d'arbres, pour l'essentiel des platanes.
Il prend son nom actuel par délibération du conseil municipal du 8 février 1946.
La partie est de l'ancien quai du Port-Maillard, allant de la rue de Strasbourg jusqu'à la place Duchesse-Anne, sera par la suite incorporée au cours John-Kennedy lors de la création de celui-ci en 1963.
Dans les années 1970, la partie occidentale du cours, au niveau de l'Allée Brancas, accueille la principale station des transports en commun de la ville qui était alors à l'étroit sur la place du Commerce, situé à proximité, mais dont elle garde néanmoins le nom.
La nouvelle infrastructure qui a alors une emprise d'environ 200 m de long sur une trentaine de mètres de large va supprimer une bonne part des voies circulation sur l'artère principale.
En 1985, la physionomie du cours est modifiée de manière significative par l'arrivée de la première ligne de tramway dont l'emprise ampute d'environ une dizaine de mètres de large l'artère centrale qui se limite alors trois voies.
Dans les années 1990, les projets de réorganisation des axes de circulation dans le centre-ville, proposent de faire disparaître presque totalement le trafic automobile sur le cours Franklin-Roosevelt, en faisant basculer celui-ci au sud de l'ancienne île Feydeau via le cours Commandant-d'Estienne-d'Orves, le boulevard Jean-Philippot et la rue Félix-Éboué, permettant ainsi l'aménagement d'une vaste zone piétonne.
Durant cette période, dans la foulée des travaux du cours des 50-Otages, l'architecte Italo Rota fit aménagé des pelouses au sud de la station de tram « Commerce », les voies restantes servant exclusivement à la desserte de cette dernière par les bus. Tandis que sur la partie est du cours, on finit par limiter la circulation à 1 X 2 voies, par l'aménagement de pelouse et de place de stationnement.
Au début des années 2000, la restructuration de la zone à l'est du cours des 50-Otages prend un nouvel élan : la destruction de l'immeuble Neptune (datant des années 1970) et son replacement d'un nouvel ensemble immobilier baptisé « Carré Feydeau », donne le coup d'envoi travaux d'envergure sur cette partie du cours situé au niveau du quartier Bouffay, consistant à bannir la circulation automobile de transit pour privilégier les piétons, les cyclistes et le tramway (l'accès des autres véhicules étant limité aux riverains, aux livraisons et aux véhicules d’urgence). Ainsi la suppression des voies et trottoirs, a permis l'aménagement d'un espace de promenade recouvert de dalles de granit, ponctué de grands arbres et de bouquets d’arbustes. Tandis que sur le côté nord de l'île Feydeau, ont été creusées des « douves vertes » à l'instar de ce qui existe déjà sur son côté sud. L'ensemble du chantier a pris fin en 2013.

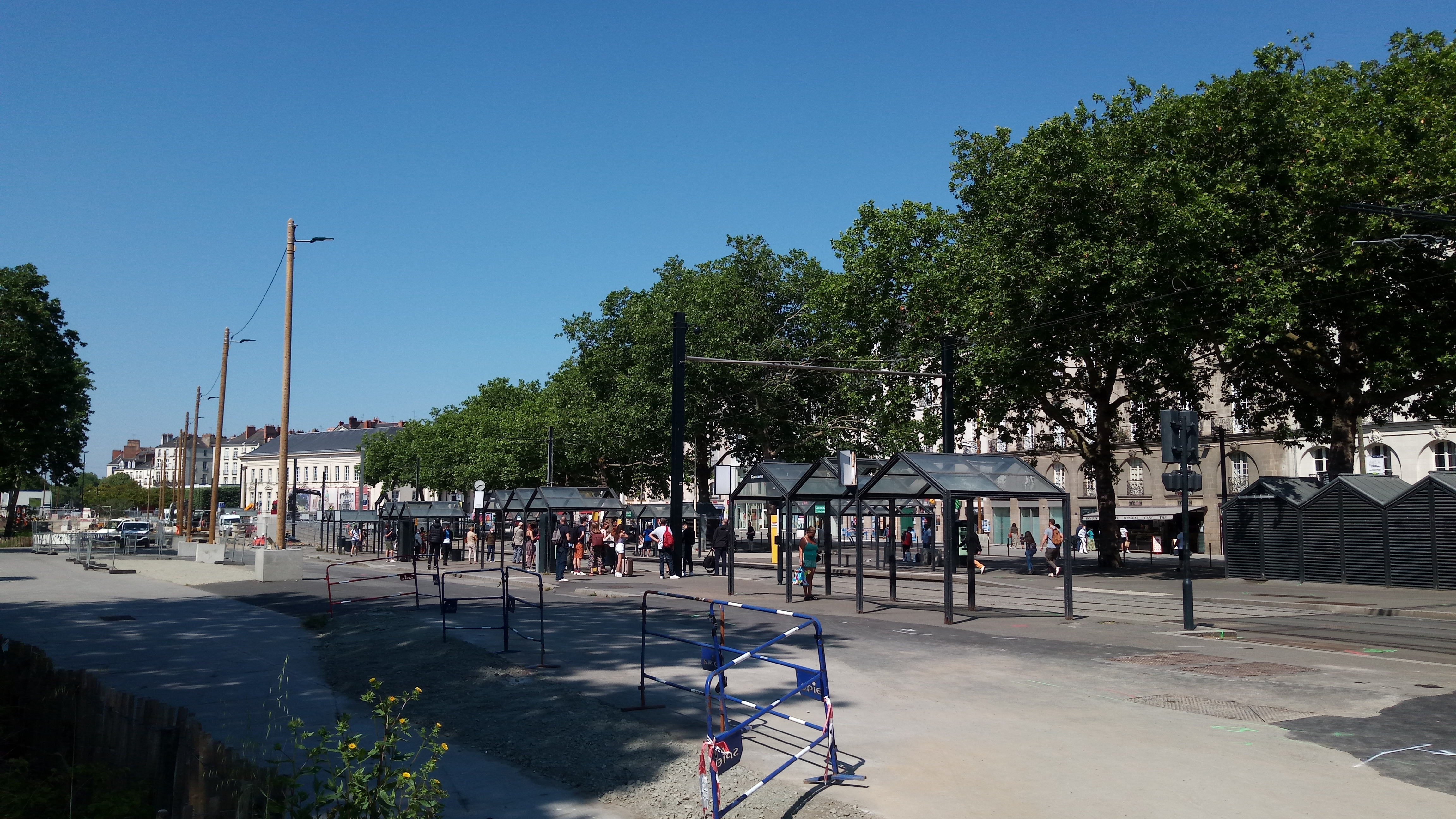
Le cours est maintenant fermé à la circulation et est devenu une voie piétonne.

En décembre 2015, la municipalité officialise le projet du réaménagement de la zone à l'ouest du cours des 50-Otages baptisé secteur « Feydeau-Commerce ». Cette opération qui doit finaliser la restructuration du cours Franklin-Roosevelt engagé depuis une quinzaine d'années, doit voir les premiers travaux livrés dès 2019. Dans un premier temps, il était notamment prévu de regrouper le pôle multimodal au sud des voies de la station de tramway de la ligne 1 (celui-ci devrait d'ailleurs accueillir moins de terminus de bus qu'actuellement), tandis que le côté nord devait être transformé en une esplanade piétonne. Les façades des immeubles de l'allée Duguay-Trouin seraient mis en valeur par l'abattage de la plupart des arbres s'y trouvant ,. Cependant, l'installation de quais de bus au pied de ces bâtiments interdisant l'aménagement des « douves vertes » ne satisfait pas les riverains et incite en septembre 2017 la municipalité à revoir le projet, en proposant de supprimer toute desserte de bus sur cet axe, le côté sud de la station accueillant un « quai-jardin » arboré agrémenté de bassins et de fontaines,. Les premiers travaux ont débuté en février 2019 et doivent se poursuivre jusqu'en 2022. Les travaux se sont finis en mai 2023 et l'inauguration a eu lieu les 13 et 14 mai.

## Voies secondaires

### Parvis Neptune
Localisation : 47° 12′ 52″ N, 1° 33′ 09″ O
Cette partie dallée du cours desservant l'immeuble dit « Carré Feydeau » fut baptisé de ce nom par délibération du conseil municipal du 7 décembre 2012, en mémoire d’un ensemble (immeuble, allée et place) disparu lors du réaménagement du site. Cet odonyme qui avait été attribué, à l’issue du comblement de ce bras de Loire, à l’ancienne « place de la Poissonnerie » (actuelle rue Léon-Maître), faisait référence à la devise de la ville (Favet Neptunus Eunti, ce qui se traduit généralement par « Neptune favorise ceux qui osent »).